# Mariusz Markiewicz
Mariusz Markiewicz (ur. 1957, zm. 29 marca 2018) – polski historyk, profesor nauk humanistycznych.
Specjalizował się w historii powszechnej nowożytnej. Habilitował się w 1992 roku. W 2005 uzyskał tytuł profesorski. Pełnił funkcje: zastępcy dyrektora Instytutu Historii UJ ds. studenckich (1992–1993), dyrektora tego instytutu (1993–1999) oraz kierownika Zakładu Historii Powszechnej Nowożytnej Uniwersytetu Jagiellońskiego.
6 kwietnia 2018 r. został pochowany na cmentarzu Batowickim w Krakowie (kw. CCCXXII-8-30).

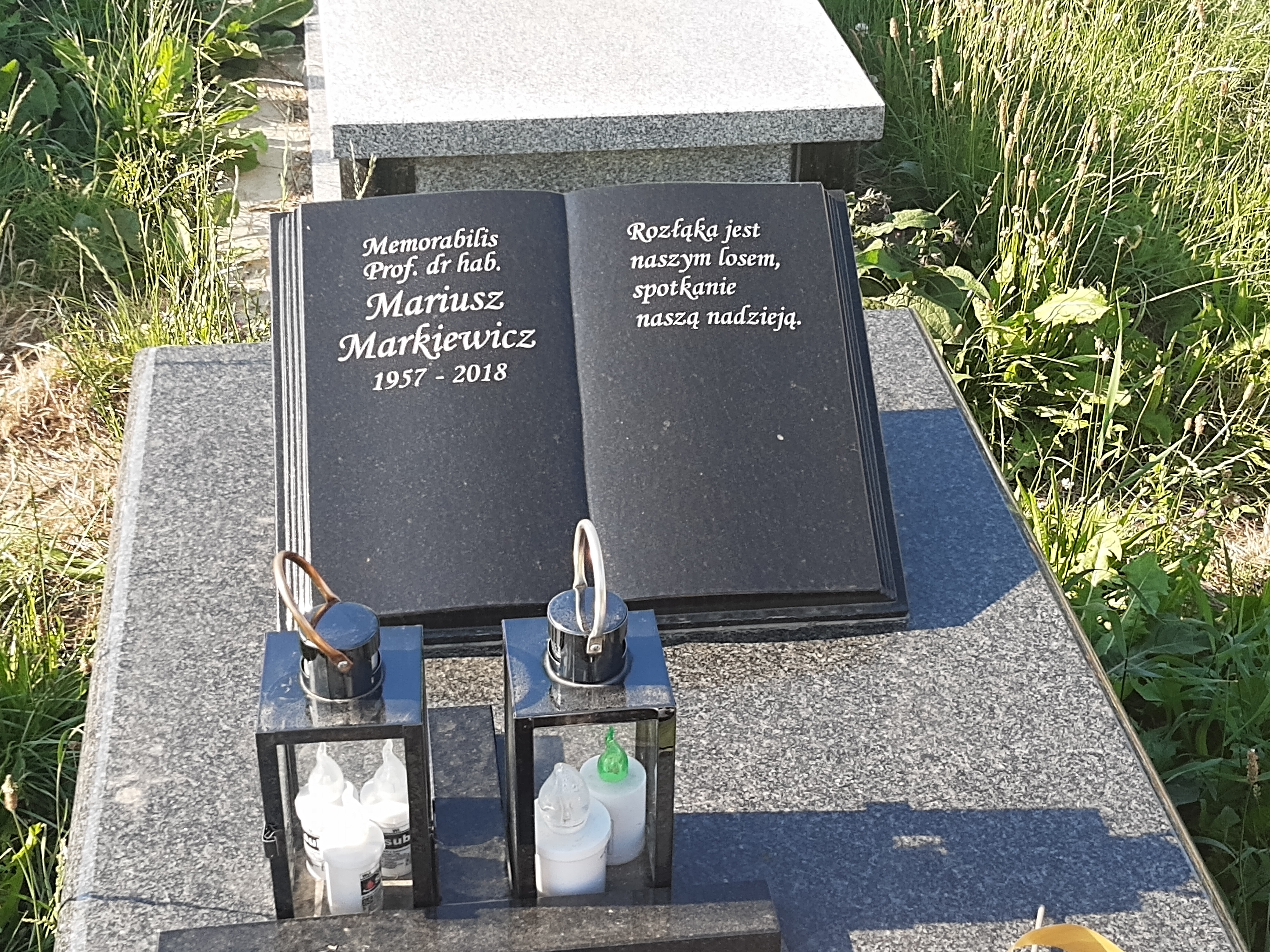
Grób prof. Mariusza Markiewicza na Cmentarzu Prądnik Czerwony

## Ważniejsze publikacje
- Rady senatorskie Augusta II: (1697–1733), Wrocław 1988, ss. 124.
- Polityka gospodarcza i społeczna Privy Council w latach panowania Karola II 1660–1685: administracja wobec kryzysu merkantylizmu, Kraków 1990, ss. 178.
- Historia Polski 1492–1795, Kraków 2004, ss. 758.